# Schiff (BLOOD+)
All'interno dell'anime BLOOD+ esistono innumerevoli personaggi di fantasia. Fra di essi vi sono i Schiff (pronunciato Shiff), soldati creati da un gruppo di scienziati che eseguono gli ordini di Amshel Goldsmith, un componente delle cinque frecce che agisce all'oscuro del loro comandante Diva. 

## Il gruppo
Nati tramite una modificazione genetica con il sangue di Diva, l'obbiettivo di Amshel era di creare dei soldati perfetti senza pensare alle conseguenze: ognuno di loro va incontro ad una morte prematura, perché il corpo non riesce a sostenere il sangue alieno. La loro morte viene preannunciata da un piccolo segno sul corpo, una specie di decomposizione che inizia e poi si diffonde velocemente fino a portare alla morte dell'individuo. Inoltre non essendo dei vampiri perfetti come i loro creatotri la vista della luce del sole li uccide bruciandoli all'istante, la loro esistenza è rilegata ad una breve vita al buio.

## Storia
All'inizio della serie li vediamo prigionieri e sottoposti ad ogni genere di esame. Fuggiti dal laboratorio di ricerca, grazie al loro capo Guy riescono a scoprire l'unico modo che hanno per poter tornare a fare una vita normale: usare il sangue di Saya Otonashi. Inizialmente cercano un'altra strada per poter diventare umani a tutti gli effetti, scontrandosi con Solomon Goldsmith, ma due di loro vengono brutalmente sconfitti. Incontrano Saya e il suo amico in un bosco dove ingaggiano un furioso combattimento, alla fine i protagonisti riescono a fuggire. In quell'occasione perdono il comandante del gruppo. Più volte si scontreranno contro la compagine di Saya e alcuni di loro perderanno la vita nei combattimenti

## Personaggi
- Guy, il comandante del gruppo, colui che riesce ad organizzare la fuga e obbliga uno degli scienziati a confessare il metodo con cui possono tornare a condurre una vita normale. Fra tutti è il più forte riuscendo a sconfiggere Haji in combattimento, prova anche ad usare il suo sangue ma comprende che non è sufficiente. Infettato dal morbo sapendo che gli rimane poco tempo da vivere decide di guardare per l'ultima volta il sole prima di morire.
- Moses, doppiatore originale Naoki Yanagi doppiatore inglese, Steven Blum. Alla morte di Guy prenderà il comando del gruppo, utilizza una falce come arma.
- Lulu, doppiatrice originale Chiwa Saito doppiatrice inglese, Lara Jill Miller, la ragazza più giovane del gruppo,
- Karman doppiatore originale Kenji Nojima, doppiatore inglese, Dave Wittenberg. Grande amico di Moses.
- Irène, doppiatrice originale Megumi Toyoguchi, doppiatrice inglese, Olivia Hack. Una ragazza molto dolce che farà breccia nel cuore del fratello della protagonista.